# Лион (Оклахома)
Лион (енгл. Leon) град је у америчкој савезној држави Оклахома.

## Демографија
По попису из 2010. године број становника је 91, што је 5 (-5,2%) становника мање него 2000. године.
| Група             | 2000.      | 2010.      |
| Белци             | 75 (78,1%) | 85 (93,4%) |
| Афроамериканци    | 0 (0,0%)   | 0 (0,0%)   |
| Азијати           | 0 (0,0%)   | 0 (0,0%)   |
| Хиспаноамериканци | 1 (1,0%)   | 1 (1,1%)   |
| Укупно            | 96         | 91         |